# Lloyd Doyley
Lloyd Colin Doyley (Whitechapel, Inglaterra, 1 de diciembre de 1982) es un exfutbolista y entrenador inglés nacionalizado jamaicano. Se desempeñaba como defensa central o lateral izquierdo. Pasó su carrera en clubes ingleses, y fue internacional por Jamaica disputando 9 encuentros entre 2013 y 2014.
Tras su retiro, comenzó su carrera como entrenador.

## Clubes

### Como jugador
| Club                 | País       | Año       |
| -------------------- | ---------- | --------- |
| Watford              | Inglaterra | 2001-2015 |
| Rotherham United     | Inglaterra | 2016      |
| Colchester United    | Inglaterra | 2016-2017 |
| Hemel Hempstead Town | Inglaterra | 2017-2018 |
| Billericay Town      | Inglaterra | 2018-2019 |
| Kings Langley        | Inglaterra | 2019-2021 |

### Como segundo entrenador
| Club         | País       | Año           |
| ------------ | ---------- | ------------- |
| Boreham Wood | Inglaterra | 2021-presente |